# Newton County (Texas)
Newton County je okres ve státě Texas v USA. K roku 2010 zde žilo 14 445 obyvatel. Správním městem okresu je Newton. Celková rozloha okresu činí 2 435 km².